# Eichenkofen

Eichenkofen, die alte Ortsmitte von Süden

Eichenkofen ist ein Stadtteil der Großen Kreisstadt Erding im oberbayerischen Landkreis Erding. 

## Lage
Das Kirchdorf etwa fünf Kilometer nördlich von Erding gelegen. Es hat 443 Einwohner. Der Ort ist mit dem südlich angrenzenden Gemeindeteil Altham zusammengewachsen.

St. Ägidius mit Kriegerdenkmal

## Geschichte
Eichenkofen wurde 1042 zum ersten Mal urkundlich erwähnt. Politisch war Eichenkofen bis 1978 ein Teil der Gemeinde Langengeisling. Mit der Gebietsreform in Bayern wurde der Ort am 1. Mai 1978 ein Teil der Stadt Erding.

## Kultur

### Religiöses Leben
Kirchlich war Eichenkofen bis 1956 Teil der Pfarrei Eitting, seither ist es Filiale der Pfarrei St. Martin in Langengeisling. Die Filialkirche in Eichenkofen ist St. Ägidius geweiht.

### Sport
Die SpVgg Eichenkofen ist der 1932 gegründete Fußballverein des Ortes, der derzeit mit der ersten Mannschaft in der A-Klasse Erding spielt. Die Fahne der SpVgg trägt die Farben Rot und Weiß. Seit dem Jahr 1964 gibt es im Ort den Schützenverein SG Eichenlaub Eichenkofen. Der Verein hat rund 150 Mitglieder.

### Brauchtum
Alle vier Jahre stellen die beiden Sportvereine gemeinsam am 1. Mai einen Maibaum neben dem Kriegerdenkmal im Ort auf, zuletzt 2019.

Eichenkofen von Ost